# Coscinia lavata
Coscinia lavata är en fjärilsart som beskrevs av Obraztsov 1936. Coscinia lavata ingår i släktet Coscinia och familjen björnspinnare. Inga underarter finns listade i Catalogue of Life.